# Agallia xavieri
Agallia xavieri är en insektsart som beskrevs av Lindberg 1960. Agallia xavieri ingår i släktet Agallia och familjen dvärgstritar. Inga underarter finns listade i Catalogue of Life.